# 경양초등학교
경양초등학교(景陽初等學校)는 대한민국 광주광역시 북구에 있는 공립 초등학교이다.

## 학교 연혁
- 1985년 2월 5일: 경양초등학교 설립인가
- 1985년 5월 6일: 13학급 편성 개교
- 2013년 9월 1일: 제11대 정경숙 교장 취임
- 2015년 2월 16일: 제30회 졸업 남:72명, 여:68명 계:140명 (총 7,913명 배출)
- 2020년 3월 1일: 운암주공3단지 재건축으로 인해 일시 휴교[1]
- 2023년 3월 1일: 이전한 옛 광주예술고등학교 부지에서 재개교